# اغتشاش ایشو
اغتشاش ایشو (به ژاپنی: 永正の錯乱)، حادثه‌ای سیاسی بود که در سال چهارم ایشو (دوره موروماچی) مطابق با ۱۵۰۷ در ژاپن به وقوع پیوست. در این حادثه هوسوکاوا ماساموتو (ژانویه ۱۴۶۶ – ۱ ژوئیه ۱۵۰۷) به قتل رسید. او کسی بود که دهمین شوگون از شوگون‌سالاری آشیکاگا، آشیکاگا یوشی‌تانه (در طول سال‌های ۱۵۰۸ تا ۱۵۲۱ در دوره موروماچی بر ژاپن حاکم بود) را با توسط به نیروی نظامی برکنار کرد و آشیکاگا یوشی‌زومی را بر جای او به شوگونی نشاند.